# サンドラ・ヘフェリン
サンドラ・ヘフェリン (Sandra Haefelin、1975年〈昭和50年〉 - ) は、日本を活動拠点とするドイツ出身の作家、著述家、タレント、ナレーター。かつては「アレキサンドラ・ヘーフェリン」「ヘーフェリン・アレキサンドラ」「サンドラ・ヘーフェリン」と名乗っていた時期があった。2015年現在は東京都在住。日本名、渡部 里美。

## 経歴
ドイツ人の父親と日本人の母親の間に誕生。ロンドンで出生、幼少期に父の出身地であるドイツへ移住。小学生時代、短期間だが千葉県の公立小学校へ通学していた時期がある。その後再び欧州に戻り、ミュンヘンで育った。
1997年、日本の一般企業に就職。1998年にTBS系列の『ここがヘンだよ日本人』に出演したことを機に、タレントとしての活動を始めた。
著書にベストセラーとなった「浪費が止まるドイツ節約生活の楽しみ」（光文社）などがある。著書では主にドイツ流節約術・ドイツの女性の生き方や学校教育について書いているが、自らが日独ハーフであることから、「ハーフ」（ダブル、ミックス、混血）をテーマとして取り上げることもある。
ハーフについて上梓した著書に『ハーフが美人なんて妄想ですから!!』（2012年、中公新書ラクレ）や、ヒラマツオが漫画を担当したコミックエッセイ『ニッポン在住ハーフな私の切実で笑える100のモンダイ』（2013年、メディアファクトリー）、流水りんこが漫画を担当し、異文化交流をテーマにしたコミックエッセイ『満員電車は観光地!?〜世界が驚く日本の「日常」〜』（2014年、KKベストセラーズ）などがある。また、講演活動も行っている。

## エピソード
- 企業勤務時代に漢字のみの日本名を使用していたことがある。しかし、ヘフェリンの容姿と日本人名とのギャップに驚かれることがあるため、日本名の間にファーストネームを挟んで（例：「田中サンドラ純子」）名乗るようになったという[7]。
- 『ここがヘンだよ日本人』に出演した際に、ドイツがユダヤ人に対するホロコーストを謝罪したように日本もドイツを見習って中国や韓国に謝罪するべきであると云う発言をして物議を醸した。

## 著書
- 『浪費が止まるドイツ節約生活の楽しみ』（光文社）
- 『甘えを捨てるドイツ女性自立生活の楽しみ』（光文社）
- 『生きる力をつけるドイツ流子育てのすすめ』（PHP研究所）
- 『無理せずお金が貯まる「ドイツ節約術」のすすめ』（廣済堂出版）
- 『20代- ひとり暮らしで大切なこと』（海竜社）
- 『ハーフが美人なんて妄想ですから!!』（中公新書ラクレ）
- 『ニッポン在住ハーフな私の切実で笑える100のモンダイ』（漫画：ヒラマツオ、メディアファクトリー） - コミックエッセイ
- 『満員電車は観光地!?〜世界が驚く日本の「日常」〜』（漫画：流水りんこ、KKベストセラーズ） - コミックエッセイ
- 『日本人、ここがステキで、ここがちょっとヘン。』（漫画：片桐了、大和出版） - コミックエッセイ

## 連載
- 「可愛いハーフのつくり方」（扶桑社「マリカ」、2008年6月号 - 2008年12月号）
- 「日独ハーフの視点」（ドイツ大使館ドイツ発ライフスタイル・ガイド「Young Germany Japan」 2009年10月 - ）

## 出演番組
テレビ番組
- 外国人記者は見た!日本inザ・ワールド（2015年10月7日 - 2016年9月28日、BS-TBS）
- ここがヘンだよ日本人（1998年10月21日 - 2002年3月14日、TBS） - レギュラー（2000年までヘーフェリン・アレキサンドラ名義）
- 好きか嫌いか言う時間（2016年8月15日 - 2017年9月4日、TBS） - 準レギュラー
- 世界まる見え!テレビ特捜部（2012年 - 、日本テレビ系列）ドイツ担当エージェント。不定期出演

テレビアニメ
- 魔法少女リリカルなのはシリーズ（2004年 - 、独立UHF系各局） - クラールヴィント、闇の書、ゼストの槍（いずれもドイツ語音声） ※声の出演

ラジオ
- まいにちドイツ語「きっと新しい私に出会える”大人な女”のひとり旅 Mihos Traumreise」（2012年4月 - 9月、NHKラジオ第2放送）
- 大竹まこと ゴールデンラジオ（2020年7月27日、2022年6月27日、2023年10月13日、文化放送）